# Dorra
Dorra – miasto w Dżibuti w regionie Tadżura, centrum administracyjne dystryktu Dorra. Liczy około 1 800 mieszkańców.